# GO:OD AM
GO:OD AM es el tercer álbum de estudio del rapero estadounidense Mac Miller. Fue lanzado el 18 de septiembre de 2015 por REMember Music y Warner Bros. Records. El álbum cuenta con apariciones especiales de Ab-Soul, Chief Keef, Lil B, Miguel y Little Dragon.
GO:OD AM fue apoyado por dos sencillos: "100 Grandkids" y "Weekend". Miller comenzó su gira internacional en apoyo del álbum el 20 de septiembre de 2015, que comenzó en su ciudad natal de Pittsburgh, Pensilvania. El álbum recibió críticas generalmente positivas de los críticos, debutando en el número cuatro en el Billboard 200 de Estados Unidos.

## Lista de canciones
| GO:OD AM track listing |                                    |                    |          |  |
| N.º                    | Título                             | Producer(s)        | Duración |  |
| 1.                     | «Doors»                            | Tyler, the Creator | 1:18     |  |
| 2.                     | «Brand Name»                       | ID Labs            | 5:02     |  |
| 3.                     | «Rush Hour»                        | ID Labs            | 3:21     |  |
| 4.                     | «Two Matches» (con Ab-Soul)        |                    | 4:36     |  |
| 5.                     | «100 Grandkids»                    | ID Labs            | 4:38     |  |
| 6.                     | «Time Flies» (con Lil B)           | Christian Rich     | 2:53     |  |
| 7.                     | «Weekend» (con Miguel)             | Charlie Handsome   | 3:28     |  |
| 8.                     | «Clubhouse»                        | Riera              | 3:00     |  |
| 9.                     | «In the Bag»                       | Sevn Thomas        | 4:35     |  |
| 10.                    | «Break the Law»                    | DrewByrd           | 3:15     |  |
| 11.                    | «Perfect Circle / God Speed»       | Frank Dukes        | 7:55     |  |
| 12.                    | «When in Rome»                     | ID Labs            | 3:43     |  |
| 13.                    | «ROS»                              | DJ Dahi            | 5:43     |  |
| 14.                    | «Cut the Check» (con Chief Keef)   | Vinylz             | 2:50     |  |
| 15.                    | «Ascension»                        | ID Labs            | 4:52     |  |
| 16.                    | «Jump»                             | Badboxes           | 4:39     |  |
| 17.                    | «The Festival» (con Little Dragon) | ID Labs            | 4:38     |  |

## Posicionamiento en lista
| Lista (2015)                            | Posiciones |
| --------------------------------------- | ---------- |
| Australia (ARIA)                        | 32         |
| Bélgica (Ultratop flamenca)             | 74         |
| Bélgica (Ultratop valona)               | 102        |
| Canadá (Billboard Canadian Albums)      | 7          |
| Países Bajos (Album Top 100)            | 86         |
| Francia (SNEP)                          | 117        |
| Nueva Zelanda (Recorded Music NZ)       | 29         |
| Suiza (Schweizer Hitparade)             | 55         |
| Reino Unido (UK Albums Chart)           | 76         |
| Estados Unidos (Billboard 200)          | 4          |
| Estados Unidos (Top R&B/Hip-Hop Albums) | 2          |